# Michael Jackson i Bubbles
Michael Jackson i Bubbles és una escultura de porcellana obra de l'artista americà Jeff Koons. Va ser creada l'any 1988 en el marc de la sèrie d'escultures Banality.

## Descripció
L'escultura de porcellana a escala humana mostra el cantautor americà Michael Jackson reclinat sobre un llit de flors. A la seva falda, hi jau el ximpanzé domesticat Bubbles, que subjecta una roba blanca. Jackson i la seva mascota formen una unitat òptica. Duen roba similar, comparteixen tons daurats i blancs i parts dels seus cossos són paral·leles entre elles, com la mà dreta del cantant i la pota de l'animal. L'escultura ha estat organitzada en una estructura triangular i multi-perspectiva.

## Escultura
Bubbles era l'animal de companyia de Jackson i va ser comprat per l'artista en un centre de recerca de Texas l'any 1985. Segons s'ha dit a la premsa, era el millor i més lleial amic de Jackson que fins i tot l'acompanyava en les seves gires mundials i l'ajudava en el manteniment de la llar. Jeff Koons va usar una foto de la premsa de Jackson i Bubbles com a plantilla de la seva escultura. És gairebé idèntica a l'obra de l'artista excepte per una petita variació en la postura. Koons va canviar la direcció de la mirada de Jackson i, per tant, va ajustar la composició als requeriments d'una obra escultòrica que tindria en compte molts angles de visió diferents.
En el moment en què es va crear l'escultura, Jackson ja era un intèrpret mundialment conegut. Havent estat top-vendes amb el seu àlbum Bad, es trobava en el zenit de la seva carrera. Es pot interpretar l'obra de Koons com un comentari al gran interès dels mitjans en la carrera de Jackson i en la 
seva vida privada.
Es van fer fins a tres escultures de Michael Jackson i Bubbles. Una d'elles es va vendre a la casa Sotheby's el 15 de maig de 2001 pel preu rècord de 5.6 milions de dòlars. La prova de l'artista és propietat de l'emprenador i filantrop Eli Broad i es mostra al Museu d'Art del Comtat de Los Angeles. Les altres dues versions es troben al Museu d'Art Modern Astrup Fearnley d'Oslo i en el Museu d'Art Modern de San Francisco.

## Interpretació
Jeff Koons ha afirmat que les seves obres d'art han d'arribar al màxim públic possible. Amb aquest objectiu va buscar la inspiració en els mitjans d'entreteniment, la cultura popular i l'art cristià. La representació d'un personatge mediàtic com Michael Jackson pot haver-lo ajudat a aconseguir-ho. En els anys 80, caracteritzats per una nova onada de consumisme i cultura de masses, Jackson va gaudir d'una gran popularitat i es va convertir en una icona pop. Koons, doncs, va sobreemfasitzar aquesta imatge icònica del Rei del Pop posant-lo en paral·lel amb les icones religioses. L'artista va dir, sobre l'obra:
| «             | Volia crear-lo de manera icònica, com si fos un déu. Però sempre em va agradar la radicalitat de Michael Jackson; que faria absolutament qualsevol cosa que fos necessària per tal de poder comunicar-se amb la seva gent. | » |
| — Jeff Koons, | |   |

Koons va afirmar que també s'havia inspirat en la composició triangualar de l'obra Pietat de Miquel Àngel. És més, el material de l'obra recorda a les figures de sants produïdes en massa pel gran públic i el mercat artístic. Koons va dir, a més, que volia representar Jackson com una nova figura redemptora que permetés a la gent descobrir la seva pròpia mitologia cultural.
Michael Jackson i Bubbles ha estat també interpretat com un símbol del desig humà vers el descobriment d'un mateix. Jackson va mostrar públicament la seva personalitat infantívola i va voler-se reinventar a través de la cirurgia plàstica. Koons estava fascinat per les autotransformacions de Jackson i per la manera com jugava amb imatges com la d'ell mateix o la de Bubbles. El ximanzé a la seva falda subratlla aquest aspecte de l'auto-exploració. Es tracta d'un símbol tradicional en Belles Arts que serveix per emmirallar la naturalesa humana. Però, alhora, el plàstic demostra la tràgica impossibilitat de culminar en l'intent. L'estètica del material i l'aura de transcendència de Jackson com de poc naturals han de ser els resultats d'aquesta auto-exploració.

## Recepció
L'artista americà Paul McCarthy va crear algunes escultures relacionades amb el Michael Jackson and Bubbles de Jeff Koons com ara Michael Jackson and Bubbles (Gold) de 1997 a 1999 (actualment a la Christian Flick Collection) o Michael Jackson Fucked Up (Big Head), de 2002.

## Exposicions
L'any 2012, la villa Liebieghaus de Frankfurt va atreure l'atenció del gran públic en exposar a la seva galeria l'obra Michael Jackson i Bubbles al costat de mòmies egípcies, establint així un diàleg estètic i irònic entre els objectes.